# Julianus av Eclanum
Julianus av Eclanum (italienska: Giuliano di Eclano, latin: Iulianus Aeclanensis), född cirka 386, död cirka 455, var biskop i Aeculanum, nära dagens Benevento i Italien. Han var anhängare av pelagianismen. Julius föddes i Apulien. Hans far Memorius var en italiensk biskop, och hans mor var en italiensk adelsdam kallad Juliana. Det var inte ovanligt att kyrkans män var gifta, aposteln Petrus var till exempel gift  Julius gifte sig med en kvinna som kallades Ia.
Augustinus var nära vän av familjen, men Julianus av Eclanum var inte överens med kyrkofader Augustinus syn på synden. Biskop Julianus menade att Gud har tillämnat nåden för att människans natur ska nå fulländningen. Den mänskliga naturen är den gode Skaparens gåva och därför kan inget naturligt vara ont i sig. Sexualdriften blir synd först då den användas på skadligt sätt och det är därför helt fel att blanda ihop arvsynd med lust. Enligt Julianus har Augustinus fört in ett främmande synsätt i den kristna kyrkan då han såg ner på Skaparens sköna universum, fylld av ångest inför sexuallivet och tonårens dårskaper som han själv utförligt beskriver i sina Bekännelser. Detta synsätt kommer från manikéerna som Augustinus påverkades av.